# Tulipa greigii
Espèce
Classification APG III (2009)
Tulipa greigii est une espèce de plantes herbacées de la famille des Liliaceae.
C'est une tulipe originaire d'Asie Centrale (Kazakhstan, Kirghizistan, Ouzbékistan...) et du nord-est de l'Iran. Cette espèce botanique est cultivée et est à l'origine de nombreux cultivars.

## Histoire
Les tulipes sont cultivées depuis le XVIe siècle en Europe, à partir de bulbes envoyés de Constantinople (actuelle Turquie) à Charles de l'Ecluse. Elles furent sélectionnées et multipliées avec passion au XVIIe siècle par les horticulteurs néerlandais.
Après cette tulipomanie, Tulipa greigii fut la première tulipe à être cultivée en utilisant directement les bulbes sauvages. Jusque-là inconnue, elle fut introduite en Allemagne en 1871 par P.L. Graeber, un Allemand qui la ramena de Tachkent (Ouzbékistan), où il se rendit peu après l'occupation de la région par les Russes en 1865. Durant les années 1920-1930, 10 000 bulbes, de spécimens les plus beaux, furent exportés de l'Ouzbékistan.
Sa description botanique revient Eduard von Regel (en 1877), un jardinier et botaniste allemand ayant dirigé le jardin botanique de Saint-Pétersbourg. Il donna le nom d'espèce greigii en l'honneur de S.A. Greig, le président de la Société d'horticulture russe.
La majorité des tulipes cultivées descendants de T. greigii ou de T. kaufmanniana, deux espèces sauvages du Kazakhstan.

## Description
Tulipa greigii est une géophyte à bulbe, en général assez basse, de 15-20 cm de haut et moins de 35 cm.
Les feuilles vertes, assez larges, sont rayées de traits continus ou discontinus, de couleur brun à lie de vin.
La fleur comporte un périanthe rouge écarlate, dressé, de 7-8 cm de haut. Les fleurs s'ouvrent au soleil et restent fermées en son absence.

## Culture
Les tulipes de Greig sont appréciées en culture pour leurs feuilles marbrées de pourpre et la richesse des coloris de leur fleur. Leur petite taille convient au jardinières et aux rocailles.
Elles préfèrent les endroits ensoleillés ou à la mi-ombre.
Elles fleurissent fin mars début avril.
Les tulipes botaniques ne dégénèrent pas rapidement comme les tulipes à grandes fleurs. Elles peuvent rester en place plusieurs années sans demander de grands soins.